# Кевин Хилл (телесериал)
«Кевин Хилл» (англ. Kevin Hill) — американская судебная драма, которая транслировалась на телеканале UPN в течение 2004—2005 телевизионного сезона. Съёмки и производство сериала проводились в Торонто, Канада.

## Сюжет
Кевин Хилл — преуспевающий адвокат в сфере шоу-бизнеса. После смерти брата Кевин становится опекуном своей десятимесячной племянницы Сары.
С этого момента всё время Кевина посвящено малышке. Из-за этого у него возникают проблемы на работе и Кевин вынужден уволиться с престижной работы и устроиться в небольшую компанию на менее перспективную и менее оплачиваемую должность. Этой компанией руководит женщина, также в одиночку воспитывающая ребёнка. Чтобы иметь возможность ходить на работу, Кевин нанимает няню, парня по имени Джордж, который легко находит общий язык с маленькой Сарой. Кевин постепенно привыкает к новому образу жизни и к своей новой роли — отца Сары. Друзья постоянно зовут его на разные тусовки, но Кевин намерен сохранить баланс между женщинами, с которыми он общается на работе и в жизни, и малышкой Сарой.

## Актёры и персонажи

### Основной состав
- Тэй Диггз — Кевин Хилл
- Джон Седа — Дамиан «Дам» Руис
- Патрик Брин — Джордж Вайс
- Кристина Хендрикс — Николетт Рей
- Кейт Леверинг — Вероника Картер
- Майкл Мишель — Джесси Грей
- Миган Гуд — Мелани Вест
- Лиза Маркос — Эвелин Круз

### Приглашённые звезды
- Тони Брекстон — Терри Нокс
- Ева Пигфорд — Сандра Кларк
- Идина Мензель — Франсин Прескотт

## Разработка и производство
Сериал произведён компаниями Icon Productions LLC, O’Taye Productions, при участии Touchstone Television.
Весной 2005 года в ходе реорганизации телеканала UPN сериал был отменён из-за низких рейтингов.

## Эпизоды

### Сезон 1 (2012—2013)
| № | #  | Название                                                      | Режиссёр        | Сценарист                                       | Дата показа в США |
| --- | -- | ------------------------------------------------------------- | --------------- | ----------------------------------------------- | ----------------- |
| 1 | 1  | «Pilot» «Пилот»                                               | Арвин Браун     | Хорхе А. Рейс                                   | 29 сентября 2004  |
| Кевин узнаёт о смерти своего кузена и о том, что тот назначил его опекуном своей десятимесячной дочери. Он вынужден уволится с работы и устроится в менее престижную и преуспевающую фирму. Первым его делом на новом месте стало дело о попытке изнасилования известным бейсболистом. На суде бейсболиста представляет лучший друг Кевина и его коллега по прошлому месту работы. Кевин нанимает няню, парня по имени Джордж, который легко находит общий язык с маленькой Сарой. Также Кевин вынужден отказаться от поездки в Лас-Вегас с киноактрисой, которая давно ему нравится.                                   |    |                                                               |                 |                                                 |                   |
| 2 | 2  | «The Good Life» «Хорошая жизнь»                               | Дэвид Соломон   | Скотт Симмс                                     | 6 октября 2004    |
| Сестра певицы Карли Остин выступила с иском против Карли с целью забрать у неё дочь, мотивируя безответственным поведением Карли. А тем временем в городе новая вечеринка - Victoria's Secret. Кевин ищет временную замену Джорджу, так как у того планы на это время, но не находит подходящей кандидатуры. Видя это, Джордж соглашается провести ещё один субботний вечер с Сарой. На вечеринке Кевин встречает нетрезвую Карли и отвозит её домой. Тем временем малышка Сара произносит своё первое слово - "папа".                                                                                                  |    |                                                               |                 |                                                 |                   |
| 3 | 3  | «Making the Grade» «Добиться успеха»                          | Брюс МакДональд | Адам Армус, Нора Кэй Фостер                     | 20 октября 2004   |
| У Кевина новое дело. Один из клиентов элитной службы знакомств судится с её руководителем. Причина - невыполнение контрактных обязательств. Кевин пытается устроить Сару в престижный детский сад, но со временем понимает, что это не тот сад, который им нужен. Также Кевин пытается понять, что происходит с его коллегой - Николетт. |    |                                                               |                 |                                                 |                   |
| 4 | 4  | «Homework» «Домашняя работа»                                  | Арвин Браун     | Алекс Тауб                                      | 27 октября 2004   |
| Кевин оформляет временную опеку над Сарой. Судья соглашается одобрить прошение только при условии наблюдения социального работника. Очередное дело - мать двадцатидвухлетней девушки требует ограничить той доступ к трастовому фонду. Задача Кевина и Николетт выиграть дело и обеспечить девушке неограниченный доступ к фонду. Социальный работник потребовал телефон педиатра Сары и Кевин дал номер телефона своей старой знакомой, работающей педиатром. |    |                                                               |                 |                                                 |                   |
| 5 | 5  | «Gods and Monsters» «Боги и монстры»                          | Дэвид Стрейтон  | Денитрия Харрис-Лоуренс                         | 2 ноября 2004     |
| Джорджа затопило в собственной квартире и Кевин предложил ему услуги Николетт в качестве адвоката на суде, чтобы выиграть дело против страховой компании и получения им страховки. К Кевину обратился хоккеист, уволенный из команды за драку с болельщиком, с просьбой защищать его интересы в суде для получения компенсации по контракту. На вечеринке в доме Кевина выясняется, что Дамиан стал партнёром в "DDK". |    |                                                               |                 |                                                 |                   |
| 6 | 6  | «Snack Daddy» «Папочка, ответственный за перекус»             | Арвин Браун     | Тодд Эллис Кесслер                              | 3 ноября 2004     |
| Кевин представляет в суде девушку - менеджера по продажам самолётов, попавшую под сокращение из-за "некомпетентности". Девушка пытается восстановить свою репутацию. Чтобы наладить отношения с Сарой, Кевин ведёт её на занятие "Мама и я". Там он знакомится с матерью-одиночкой Диандрой. В адвокатской фирме новый помощник, который вызывает подозрения у половины сотрудников офиса. |    |                                                               |                 |                                                 |                   |
| 7 | 7  | «House Arrest» «Домашний арест»                               | Келли Макин     | Майкл Рейш                                      | 10 ноября 2004    |
| В детском игровом центре Сара подхватила инфекцию, которая не обошла и Кевина. У Николетт проблемы с нервной системой и Джесси заставила её взять выходные, но Николетт всё-равно пришла на работу. В суде рассматривается дело об увольнении учительницы, в прошлом порно-звезды. Судья обеспокоенный состоянием Кевина, отправляет его домой лечиться. Вероника вынуждена продолжать работать над делом одна. |    |                                                               |                 |                                                 |                   |
| 8 | 8  | «Full Metal Jessie» «Железная Джесси»                         | Мэл Дэмски      | Стивен Хутштейн                                 | 17 ноября 2004    |
| Приехала бабушка Кевина и тот просит Джорджа не спускать с неё глаз. Отец ребёнка Джесси подаёт иск на опеку над Брендоном. Джесси, Николетт и Вероника всеми силами пытаются не дать отцу Брендона получить опеку, а тем временем все дела в фирме легли на плечи Кевина. Кевин представляет в суде группу поддержки баскетбольной команды. Бабушка Кевина уходит из дома с Сарой и Джордж обращается к Дамиану за помощью в их поиске. |    |                                                               |                 |                                                 |                   |
| 9 | 9  | «Going for the Juggler» «Говорят, он мошенник»                | Арлин Сэнфорд   | Джой Блейк, Мелисса Блейк                       | 24 ноября 2004    |
| У Кевина возникают проблемы с девушками. Между Дамианом и Вероникой тоже что-то происходит. В суде слушается дело преподавательницы школы танцев и девушки, парень которой разорвал их помолвку, влюбившись в преподавательницу. У Сары первый день рождения, Кевин планирует грандиозное событие, на которое оказались приглашены обе женщины Кевина. Ему приходится сделать сложный выбор. На вечеринке Дамиан и Вероника целуются. |    |                                                               |                 |                                                 |                   |
| 10 | 10 | «The Unexpected» «Неожиданный'»                               | Патрик Уильямс  | Алекс Тауб                                      | 1 декабря 2004    |
| Эвелин приходит к Кевину на работу понаблюдать, как проходят будни адвокатов. На Джорджа подали в суд за избиение и тот обратился за помощью Кевина и Джесси. Дав Джорджу выходной, Кевин просит Николетт посидеть с Сарой, так как обещал Эвелин прийти на съёмки. У Сары проявилась аллергия на орехи и она в больнице. В больнице между Кевином и Эвелин происходит серьёзный разговор. |    |                                                               |                 |                                                 |                   |
| 11 | 11 | «Love Don't Live Here Anymore» «Любовь здесь больше не живёт» | Милан Чейлов    | Денитрия Харрис-Лоуренс                         | 15 декабря 2004   |
| В Нью-Йорке рождество. Отношения между Дамианом и Вероникой стремительно развиваются и они решают рассказать о них Кевину. Эвелин привозит к Кевину свои вещи, что немного его пугает. В суде слушается дело двоежёнца, который хочет получить после развода опеку над дочерью от первой жены. Джесси защищает человека, работающего Санта Клаусом, но уволенного из-за возраста, но дело не выигрывает. В компенсацию, Джесси нанимает его в качестве Санта Клауса для рождественского праздника в офисе. |    |                                                               |                 |                                                 |                   |
| 12 | 12 | «Homeland Insecurity» «Угроза для США»                        | Стивен Уильямс  | Тодд Эллис Кесслер                              | 5 января 2005     |
| Под предлогом помощи с рефератом, к Джесси обращается её племянник и она поручает его Николетт. В "Грейс и Ко" обратился человек, чью жену задержали при прилёте из Греции. Обвинитель настаивает на депортации, так как она подозревается в помощи фонду, который, якобы, спонсирует террористов. В ходе расследования обстоятельств, Кевин выясняет, что и он находится в списке неблагонадёжных людей для федерального агентства. |    |                                                               |                 |                                                 |                   |
| 13 | 13 | «Man's Best Friend» «Лучший друг»                             | Дэвид Соломон   | Стивен Хутштейн, Майкл Рейш                     | 26 января 2005    |
| Гуляя с Сарой, Кевин видит целующихся Дамиана и Веронику. У Джорджа день рождения и он приглашает Кевина на праздничную вечеринку. Кевин представляет интересы своего бывшего преподавателя, против которого выступила с обвинениями студентка, обвинив преподавателя в сексуальном домогательстве. На вечеринке Джорджа Кевин узнаёт, что тот не всегда был геем. Вероника защищает своего друга, собаку которого в ветеринарной клинике лечили экспериментальными препаратами, не одобренными ветеринарным комитетом Нью-Йорка.                                                                                       |    |                                                               |                 |                                                 |                   |
| 14 | 14 | «A River in Egypt» «Река в Египте»                            | Дэвид Стрейтон  | Джой Блейк, Мелисса Блейк                       | 9 февраля 2005    |
| Дамиан и Вероника планируют съехаться. Кевин и Дамиан находят мёртвым в зале суда Джима Гарлинга. Жена Джима решает судиться с "DDK", так как считает, что большие нагрузки на работе убили её мужа. Кевин берётся за дело. Джордж всеми силами пытается направить Кевина к решению об удочерении Сары. По совету врача Кевин решает найти отца, чтобы узнать, что у него нет наследственных заболеваний. Сара учится ходить, а Кевин находит адвоката по усыновлению. |    |                                                               |                 |                                                 |                   |
| 15 | 15 | «Occupational Hazard» «Профессиональный риск»                 | Оз Скотт        | Денитрия Харрис-Лоуренс                         | 16 февраля 2005   |
| Родители убитого в Ираке подростка подают в суд на представителей армии, вербующих школьников на службу в армии по контракту. Кевин предлагает родителям судится не с представителями армии, а с директором института, в котором и был завербован их сын. Николетт пытается забрать долг у бывшего клиента, задолжавшего "Грейс и Ко" 19 тысяч долларов. Взамен денег, клиент передаёт владение своим клубом "Грейс и Ко". В игровой комнате Кевин встречает бойфренда Джорджа и выясняет, что тот женат. |    |                                                               |                 |                                                 |                   |
| 16 | 16 | «Cardiac Episode» «Сердечный эпизод»                          | Милан Чейлов    | Адам Армус, Нора Кэй Фостер, Тодд Эллис Кесслер | 23 февраля 2005   |
| Кевин встречается с адвокатом по удочерению и та сообщает, что найдена мать Сары и для удочерения требуется её подпись. Мать Сары находится под следствием и просит Кевина быть её адвокатом, взамен она предлагает подписать все нужные бумаги. Руководство "DDK" делает всё, чтобы Дамиан уволился из компании, а его ассистентка предлагает вместо смены рабочего места, открыть свою фирму. Николетт защищает в суде полного человека, которого не пускают тренироваться в общий зал в фитнес-клубе. |    |                                                               |                 |                                                 |                   |
| 17 | 17 | «Only Sixteen» «Всего шестнадцать»                            | Дэвид Соломон   | Стивен Хутштейн, Алекс Тауб                     | 23 марта 2005     |
| Возле дома Кевина идут ремонтные работы, шум от которых мешает высыпаться и Саре, и Кевину. Кевин и Николетт представляют интересы психотерапевта, лечившего подростка от депрессии. Кевин догадывается о беременности Виктории, о чем и сообщает Дамиану. В жизни Кевина вновь появляется Монро, но на этот раз она решает усложнить ему жизнь. "DDK" разрывает партнёрство с Дамианом. Вероника получает анализы, результаты которых показали, что она не беременна. |    |                                                               |                 |                                                 |                   |
| 18 | 18 | «In This Corner» «В этом углу»                                | Патрик Уильямс  | Чарльз Джонсон                                  | 13 апреля 2005    |
| Монро устраивает вечеринку в честь своей помолвки и в это же время Джордж устраивает вечеринку. Кевин вынужден решать, останется ли он дома с Сарой, или пойдёт на вечеринку Монро. Дамиан просит Кевина временно предоставить ему офис для ведения его первого самостоятельного дела. Джесси в суде встречается с Лукасом Шапиро, который предлагает ей вместе работать над одним делом. Дамиан опоздал в суд и его подзащитные просят Кевина вести это дело вместо него. |    |                                                               |                 |                                                 |                   |
| 19 | 19 | «The Monroe Doctrine» «Доктрина Монро»                        | Кен Джиротти    | Адам Армус, Нора Кэй Фостер, Майкл Рейш         | 27 апреля 2005    |
| Джесси просит Кевина помочь Веронике с делом девушки, попавшей в аварию, чей парень - пластический хирург, устраняя последствия аварии, изменил ей внешность. Бывшая ассистентка Дамиана находит офис под будущую компанию и Дамиан просит Кевина быть адвокатом его новой фирмы. У Джесси завязываются отношения с её клиентом, а у Кевина возникают разногласия с Джорджем. |    |                                                               |                 |                                                 |                   |
| 20 | 20 | «Through the Looking Glass» «Сквозь зеркало»                  | Крис Грисмер    | Денитрия Харрис-Лоуренс, Тодд Эллис Кесслер     | 4 мая 2005        |
| Джесси устраивает вечеринку родителей-одиночек, где Кевин знакомится с Терри Нокс - парикмахером. "Грейс и Ко" берётся за дело о разводе, но клиентка требует помимо обычной процедуры развода благословение католической церкви. Элисон находит Дамиану новых клиентов и обустраивает офис, но Дамиан, видя её чрезмерные старания, увольняет её. Кевин вызывается помочь Терри не потерять здание парикмахерского салона, которое принадлежало её бабушке и матери. |    |                                                               |                 |                                                 |                   |
| 21 | 21 | «Sacrificial Lambs» «Агнец на заклание»                       | Эрик Ланёвилль  | Саманта Корбин-Миллер, Стивен Хутштейн          | 11 мая 2005       |
| Лейн Бродерик, подаёт иск на агентство за больничный счёт. Мать Сары - Мелани - помолвлена и хочет познакомить Сару со своим женихом. Джесси берётся за дело корпорации по производству игрушек, на которую подали в суд за то, что посмотрев их рекламу, семилетний ребёнок поджёг гараж. Николетт категорически против этого, но Джесси убеждает её, аргументируя тем, что победа в этом деле поможет развитию их фирмы и привлечению новой категории клиентов. Мелани и её жених сообщают Кевину, что решили удочерить Сару и забрать её у него.                                                                     |    |                                                               |                 |                                                 |                   |
| 22 | 22 | «Losing Isn't Everything» «Потеря - это ещё не конец»         | Арвин Браун     | Саманта Корбин-Миллер                           | 18 мая 2005       |
| Мелани обращается в суд, чтобы отсудить права на Сару. К Кевину обращается бывший клиент, на которого подали в суд соседи за преступную неряшливость. Кевин направляет его к Дамиану. Николетт находит её бывший одноклассник, отец которого умер. Он просит её помощи. Чтобы дать больше свободного времени Кевину, Вероника предлагает вместо него помочь Дамиану. На слушании дела судья признаёт решение об удочерении Сары Кевином недействительным. Несмотря на все попытки Джесси, Джорджа и Кевина не дать Мелани получить право полной опеки над Сарой, судья принимает решение в пользу биологической матери. |    |                                                               |                 |                                                 |                   |

## Награды и номинации

### Награды
| Год  | Результат | Награда             | Категория                                                               | Получатель   |
| ---- | --------- | ------------------- | ----------------------------------------------------------------------- | ------------ |
| 2005 | Победа    | NAACP Image Award   | Выдающийся актёр драматического сериала                                 | Тэй Диггз    |
| 2005 | Победа    | Young Artist Awards | Лучшее выступление в телесериале — приглашённые звезды, молодая актриса | Аликс Кермес |

### Номинации
| Год  | Результат | Награда                                     | Категория                            | Получатель     |
| ---- | --------- | ------------------------------------------- | ------------------------------------ | -------------- |
| 2005 | Номинация | NAACP Image Award                           | Лучший драматический сериал          |                |
| 2005 | Номинация | GLAAD Media Awards                          | Лучший драматический сериал          |                |
| 2005 | Номинация | Canadian Society of Cinematographers Awards | Лучшая операторская работа в сериале | Дэвид Мокснесс |